# Ichneumon maxillosus
Ichneumon maxillosus là một loài tò vò trong họ Ichneumonidae.